# Canthium quadratum
Canthium quadratum är en måreväxtart som beskrevs av William Grant Craib. Canthium quadratum ingår i släktet Canthium och familjen måreväxter.
Artens utbredningsområde är Thailand. Inga underarter finns listade i Catalogue of Life.